# Língua kadugli
Kadugli, também Katcha-Kadugli-Miri ou Central Kadu, é uma língua dita Kadu ou um grupo de dialetos falados no Cordofão, Sudão. São faladas nas tribos Kadugli, Katcha, Damba e Tumma.

## Dialetos
Stevenson trata as variedades como dialetos de uma mesma língua, e eles compartilham um único código ISO, embora Schadeberg (1989) os trate como línguas separadas.
São cinco as variantes percebidas, das quais 3 estão sendo estudadas para ser consideradas com línguas separadas.
- Katcha (Tolubi, Dholubi) – Tumma parece ser um sub-dialeto do Katcha;
- Kadugli próprio (Dakalla, Talla, Dhalla, Toma Ma Dalla, Kudugli, Morta) Damba parece termuitas semelhanças com o Kadugli;
- Miri